# 东成乡
东成乡原属湖南省桂阳县下辖乡，2012年4月撤销。东成乡与原洋市镇成建制合并设立洋市镇。东成乡撤销前行政区划代码431021206；2011年末下辖车江村、春养村、会冲村、泉塘村、庙下村、东成村、瓦僚村、东岭村、花麦村、花台村共计10行政村。